# スーペルクラシコ・デ・ラス・アメリカス
スーペルクラシコ・デ・ラス・アメリカス（西: Superclásico de las Américas）もしくはコパ・ドクトール・ニコラス・レオス（葡: Copa Doctor Nicolás Leoz）は、アルゼンチン代表とブラジル代表の2国間で毎年行われるサッカーの国際カップ戦である。1914年から不定期に開催されていたコパ・ロカ(西: Copa Roca)を受け継ぎ、2011年に第1回大会が開催された。
国際Aマッチデーに行われないため、南米のクラブに所属する選手のみの構成となる

## 前史（1976年まで）

### コパ・ロカ
1913年、アルゼンチンのフリオ・アルヘンティーノ・ロカ元大統領が大会を創設した。2度の大統領就任後に在ブラジルの大使を務めていたフリオ・ロカは熱狂的なサッカーファンであり、両国の対戦は健全なライバル意識を形成してスポーツの発展に役立つと考えていた。大会は1年ごとに双方の国で開催するとされ、大会形式に多くの変更があったにもかかわらず、この規則は実際に守られた。フリオ・ロカはアルゼンチンサッカー連盟(AFF)にトロフィーを寄贈した。続く3年連続でシングルマッチ方式の大会が行われ、2勝した国がトロフィーの永久保持権を獲得することが了承された。1914年の試合はブラジルが勝利したが、アルゼンチンサッカー連盟は1915年にアルゼンチンサッカー協会(AFA)と合併し、1915年以降の対戦は行われなかった。1922年、ブラジルスポーツ連合(BSC)は大会の再開を了承し、1922年の第2回大会はブラジルが優勝した。1914年の試合と合わせて2勝したブラジルはトロフィーの所有権を主張したが、1923年の第3回大会はアルゼンチンが優勝した。
1938年、両国のサッカー協会は再び大会を行うことを受け入れた。大会形式は変更され、トロフィーは直近の優勝国が保管することになったほか、最初の2試合が引き分けもしくは1勝ずつに終わった場合は、サードレグを行って優勝国を決定すると定められた。1939-40大会のファーストレグは1939年1月に行われ、リオデジャネイロで行われた試合ではアルゼンチンが5-1で勝利した。セカンドレグは揉め事が頻発し、主審がブラジルにPKを与えるとアウェーのアルゼンチンはひどく怒ってピッチを離れた。アルゼンチンが抗議のためにフィールドを離れていた時にも、ホームチームは3点目を決めて試合に勝利した。サードレグは2-2の引き分けだったためにフォースレグが行われ、フォースレグに3-0と勝利したアルゼンチンが優勝となった。1940年大会はアルゼンチンで開催され、アルゼンチンが2勝（6-1と5-1）、ブラジルが1勝(3-2)でアルゼンチンが優勝した。
1957年大会のファーストレグはリオデジャネイロのエスタジオ・ド・マラカナンで開催されたが、この試合ではシウヴィオ・ピリロ監督によって招集されたペレがブラジル代表デビューを飾り、後に幾度となく決める代表でのゴールの1点目を決めた。1940年大会からはブラジルが毎回優勝しているが、1971年大会は2試合とも引き分けに終わったため、同時優勝と定められた。

## スーペルクラシコ
この大会はアルゼンチン・ブラジルで1試合ずつのセカンドレグ制で争われる。ファーストレグの開催国は大会ごとに交代し、第1回大会（2011年）のファーストレグ開催国は抽選でアルゼンチンに決定された。勝利には勝ち点3、引き分けには勝ち点1、敗北には勝ち点0が与えられ、2試合を終えて勝ち点の多い国が優勝となる。勝ち点で並んだ場合は得失点差で優勝国を決定するが、得失点差も並んだ場合はセカンドレグ終了後にPK戦が行われる。

### 2011年
ネイマールやロナウジーニョ（ともにブラジル）、フアン・セバスティアン・ベロン（アルゼンチン）などが出場した。9月14日に行われたファーストレグはスコアレスドローに終わったが、9月28日に行われたセカンドレグはルーカスとネイマールの得点でブラジルが2-0と勝利し、2試合合計2-0としたブラジルが優勝した。

### 2012年
2012年大会は9月19日に行われたブラジルでファーストレグは、パウリーニョとネイマールの得点でブラジルが逆転勝ちした。
10月3日にアルゼンチンのレシステンシアでセカンドレグが開催される予定だったが、両チームとも選手がピッチに入場し整列していたが照明機器の故障で1時間後に主審が中止に決めた。この間、選手達はウォーミングアップや雑談をしていた。
11月21日に会場をブエノスアイレスに変更して再試合を行うことになった。
第2戦はイグナシオ・スコッコの2得点でアルゼンチンが2-1と勝ち、2戦合計3-3となり規定によりPK戦が行われた。
アルゼンチンはマルティネスとモンティーショの1人目2人目が続けて失敗。対するブラジルはカルリーニョスのみの失敗でブラジルが優勝した。

## 試合一覧

### コパ・ロカ
| 回 | 年      | 優勝                  | 日付           | 開催地           | ホーム       | スコア | アウェー     |
| -- | ------- | --------------------- | -------------- | ---------------- | ------------ | ------ | ------------ |
| 1  | 1914    | ブラジル              | 1914年9月27日  | ブエノスアイレス | アルゼンチン | 0-1    | ブラジル     |
| 2  | 1922    | ブラジル              | 1922年10月22日 | サンパウロ       | ブラジル     | 2-1    | アルゼンチン |
| 3  | 1923    | アルゼンチン          | 1923年12月9日  | ブエノスアイレス | アルゼンチン | 2-0    | ブラジル     |
| 4  | 1939-40 | アルゼンチン          | 1939年1月15日  | リオデジャネイロ | ブラジル     | 1-5    | アルゼンチン |
| 4  | 1939-40 | アルゼンチン          | 1939年1月22日  | リオデジャネイロ | ブラジル     | 3-2    | アルゼンチン |
| 4  | 1939-40 | アルゼンチン          | 1940年2月18日  | サンパウロ       | ブラジル     | 2-2    | アルゼンチン |
| 4  | 1939-40 | アルゼンチン          | 1940年2月25日  | サンパウロ       | ブラジル     | 0-3    | アルゼンチン |
| 5  | 1940    | アルゼンチン          | 1940年3月5日   | ブエノスアイレス | アルゼンチン | 6-1    | ブラジル     |
| 5  | 1940    | アルゼンチン          | 1940年3月10日  | ブエノスアイレス | アルゼンチン | 2-3    | ブラジル     |
| 5  | 1940    | アルゼンチン          | 1940年3月17日  | ブエノスアイレス | アルゼンチン | 5-1    | ブラジル     |
| 6  | 1945    | ブラジル              | 1945年12月16日 | サンパウロ       | ブラジル     | 3-4    | アルゼンチン |
| 6  | 1945    | ブラジル              | 1945年12月20日 | リオデジャネイロ | ブラジル     | 6-2    | アルゼンチン |
| 6  | 1945    | ブラジル              | 1945年12月23日 | リオデジャネイロ | ブラジル     | 3-1    | アルゼンチン |
| 7  | 1957    | ブラジル              | 1957年7月7日   | リオデジャネイロ | ブラジル     | 1-2    | アルゼンチン |
| 7  | 1957    | ブラジル              | 1957年7月10日  | サンパウロ       | ブラジル     | 2-0    | アルゼンチン |
| 8  | 1960    | ブラジル              | 1960年5月26日  | ブエノスアイレス | アルゼンチン | 4-2    | ブラジル     |
| 8  | 1960    | ブラジル              | 1960年5月29日  | ブエノスアイレス | アルゼンチン | 1-4    | ブラジル     |
| 9  | 1963    | ブラジル              | 1963年4月14日  | サンパウロ       | ブラジル     | 2-3    | アルゼンチン |
| 9  | 1963    | ブラジル              | 1963年4月16日  | リオデジャネイロ | ブラジル     | 5-2    | アルゼンチン |
| 10 | 1971    | ブラジル アルゼンチン | 1971年7月28日  | ブエノスアイレス | アルゼンチン | 1-1    | ブラジル     |
| 10 | 1971    | ブラジル アルゼンチン | 1971年7月31日  | ブエノスアイレス | アルゼンチン | 2-2    | ブラジル     |
| 11 | 1976    | ブラジル              | 1976年2月27日  | ブエノスアイレス | アルゼンチン | 2-1    | ブラジル     |
| 11 | 1976    | ブラジル              | 1976年5月19日  | リオデジャネイロ | ブラジル     | 2-0    | アルゼンチン |

| 国           | 優勝回数 | 優勝年                                                     |
| ------------ | -------- | ---------------------------------------------------------- |
| ブラジル     | 8        | 1914, 1922, 1945, 1957, 1960, 1963, 1971（同時優勝）, 1976 |
| アルゼンチン | 4        | 1923, 1939-40, 1940, 1971（同時優勝）                      |

### スーペルクラシコ
| 回 | 年   | 優勝         | 日付           | 開催地           | ホーム       | スコア | アウェー     |
| -- | ---- | ------------ | -------------- | ---------------- | ------------ | ------ | ------------ |
| 1  | 2011 | ブラジル     | 2011年9月14日  | コルドバ         | アルゼンチン | 0-0    | ブラジル     |
| 1  | 2011 | ブラジル     | 2011年9月28日  | ベレン           | ブラジル     | 2-0    | アルゼンチン |
| 2  | 2012 | ブラジル     | 2012年9月19日  | ゴイアニア       | ブラジル     | 2-1    | アルゼンチン |
| 2  | 2012 | ブラジル     | 2012年11月21日 | ブエノスアイレス | アルゼンチン | 2-1    | ブラジル     |
| 2  | 2012 | ブラジル     | 2012年11月21日 | ブエノスアイレス | アルゼンチン | PK 3-4 | ブラジル     |
| 3  | 2014 | ブラジル     | 2014年10月11日 | 北京             | ブラジル     | 2-0    | アルゼンチン |
| 4  | 2017 | アルゼンチン | 2017年6月9日   | メルボルン       | ブラジル     | 0-1    | アルゼンチン |
| 5  | 2018 | ブラジル     | 2018年10月16日 | ジッダ           | アルゼンチン | 0-1    | ブラジル     |
| 6  | 2019 | アルゼンチン | 2019年11月15日 | リヤド           | ブラジル     | 0-1    | アルゼンチン |

| 国           | 優勝回数 | 優勝年                 |
| ------------ | -------- | ---------------------- |
| ブラジル     | 4        | 2011, 2012, 2014, 2018 |
| アルゼンチン | 2        | 2017, 2019             |